# Синајска и палестинска кампања
Синајски и палестински поход током Првог светског рата био је серија битака, која се одиграла на Синају, Палестини и Сирији између 28. јануара 1915. и 28. октобра 1918. Британска империја, Трећа француска република и Краљевина Италија бориле су се заједно са Арапским устанком против Османског царства, Немачког царства и Аустроугарске. Почело је покушајем Османлија да нападну Суецки канал 1915. године, а завршило се примирјем у Мудросу 1918. године, што је довело до цесије османске Сирије.
Борбе су почеле у јануару 1915. године, када су османске снаге предвођене Немачком извршиле инвазију на Синајско полуострво, које су тада окупирали Британци као део протектората Египта, како би безуспешно извршиле пљачку преко Суецког канала. Након кампање на Галипољу, ветерани Британске империје формирали су Египатске експедиционе снаге (EEF), а ветерани Османског царства формирали су Четврту армију, да би се борили за Синајско полуострво 1916. године. У јануару 1917. новоформирана Пустињска колона завршила је поновно освајање Синаја у бици код Рафе. Ово поновно освајање значајне египатске територије пратила су у марту и априлу два пораза EEF-а на османској територији, у Првој и Другој бици за Газу у јужној Палестини.
Након периода застоја у Јужној Палестини од априла до октобра 1917. године, генерал Едмунд Аленби је заузео Бершебу од стране III корпуса. Османска одбрана је заузета до 8. новембра, а потера је почела. Уследиле су победе Источног фронта (ИЗФ) у бици код Мугарског гребена, од 10. до 14. новембра, и бици за Јерусалим, од 17. новембра до 30. децембра. Озбиљни губици на Западном фронту у марту 1918. године, током немачке пролећне офанзиве Ериха Лудендорфа, приморали су Британску империју да пошаље појачања из ИЗФ-а. Напредовање је стагнирало све док Аленбијеве снаге нису наставиле офанзиву током маневарског ратовања битке код Мегида у септембру. Успешне пешадијске битке код Тулкарма и Табсора створиле су празнине у османској линији фронта, омогућавајући Пустињском коњичком корпусу који је прогонио јунаке да окружи пешадију која се бори у Јудејским брдима и да се бори у бици код Назарета и бици код Самаха, заузимајући Афулу, Бејсан, Џенин и Тиберијаду. У том процесу, ЕЕФ је уништио три османске армије током битке код Шарона, битке код Наблуса и Трећег трансјорданског напада, заробивши хиљаде заробљеника и велике количине опреме. Дамаск и Алеп су заузети током накнадне потере, пре него што је Османско царство пристало на примирје у Мудросу 30. октобра 1918. године, чиме је окончана кампања на Синају и у Палестини. Британски мандат за Палестину (1920-1948) и мандат за Сирију и Либан су створени ради управљања заузетим територијама.
Кампања генерално није била добро позната или схваћена током рата. У Британији, јавност је сматрала да је то мања операција, расипање драгоцених ресурса који би се боље потрошили на Западном фронту, док су народи Индије били више заинтересовани за месопотамску кампању и окупацију Багдада. Аустралија није имала ратног дописника у том подручју све док капетан Френк Харли, први званични аустралијски фотограф, није стигао у августу 1917. након посете Западном фронту. Хенри Гулет, први званични ратни дописник, стигао је у новембру 1917.
Дуготрајни ефекат ове кампање био је подела Османског царства, када је Француска добила мандат за Сирију и Либан, док је Британска империја добила мандате за Месопотамију и Палестину. Република Турска је настала 1923. године након што је Турски рат за независност окончао Османско царство. Европски мандати су окончани формирањем Краљевине Ирак 1932. године, Либанске Републике 1943. године, Хашемитске Краљевине Трансјордана и Сиријске Арапске Републике 1946. године и Државе Израел 1948. године.

## Синајски поход
На инсистирање Немачке Османско царство је напало британске снаге у Египту и затворили су Суецки канал у Првој суецкој офанзиви. Турска војску је је била стационирана у Дамаску, који се налазио око 400 километара од Суеца. У то време Синај је био празна пустиња, коју је било јако тешко прећи, јер није било ни путева ни воде. Немачки пуковник Крес фон Кресенштајн је предводио напад турске војске. 
Организовао је напад и осигурао је снабдевање војске током преласка пустиње. Османска суецка експедициона војска дошла је до Суеца 2. фебруара 1915. Пошто су Британци знали за њихово приближавање, изостао је ефект изненадног напада. Битка је трајала два дана, а османске снаге су изгубиле 2.000 људи. Британски губици су били минимални. Пошто је Суецки канал био од виталне важности за Британску империју, неуспешан османски напад је натерао Британце да са много више војника штите Суецки канал. Због тога им је остајало много мање војника за друге операције, као што је био Галипољски поход.
Прошло је више од годину дана да није било никаквих сукоба у суецком подручју. Турци су били заузети ратујући са Русима на Кавказу и са Британцима на Галипољу и Месопотамији. Онда је у јулу 1916. османска армија кренула у још једну офанзиву на Суец. 
Поново су наишли на добро припремљене британске снаге код Романија. Повукли су се након два дана борби од 3. августа до 5. августа 1916. После тога напада Британци померају линију одбране канала још дубље на Синај. Од почетка октобра Британци су под водством генерал поручника Чарлса Добела започели операције у Синајској пустињи близу границе са Палестином. Почетни напори су били ограничени на изградњу железнице и водовода дуж Синаја. После неколико месеци стварања залиха и допреме војске Британци су били спремни за напад. Прва битка је била успешно заузимање тврђаве Магдабе 23. децембра 1916. 
Нови напад су извели 8. јануара 1917. нападом на град-тврђаву Рафу. Био је то успешан напад у коме су заробили већину турског гарнизона. Британци су успешно извршили задатак заштите Суецког канала од турских напада.

## Палестински поход
Британска армија у Египту је добила наређење да крене у офанзиву против Османских Турака у Палестини. Деломично је то било повезано са подршком Арапској побуни, која је започела почетком 1916. Деломично је било и да би се остварио некакав успех након бројних битака без исхода на Западном фронту. Британски командант у Египту Арчибалд Мурај тражио је још војске и бродова, али његов захтев је био одбијен. Османске снаге су држале линију од тврђаве у Гази до града Биршебе, који је био крајња тачка османске железнице, која се протезала северно до Дамаска. 
Британски командант Добел је одлучио да нападне Газу 26. марта 1917. Напад је био неуспешан. Због лоше комуникације неке јединице су се повукле кад је требало задржати достигнуте позиције. Због тога тврђава није била освојена. Влада у Лондону је поверовала у извештаје са терена о британској победи, па је наредила генералу Мурају да заузме Јерусалим. Британци нису уопште били у позицији да заузимају Јерусалим, јер је пре тога требало пробити османске обрамбене линије. Турске обрамбене позиције су брзо још ојачане захваљујући немачком пуковнику Кресу фон Кресенштајну.
Други напад на Газу уследио је месец дана касније 17. априла 1917. Напад је био подржан бродском артиљеријом и са неколико тенкова. Поново је напад био неуспешан. Био је то фронтални напад на утврђене позиције у коме је живот изгубило 5.000 Британаца. Оба британска генерала генерал Добел и генерал Мурај смењени су, а нови командант је постао Едмунд Аленбај. Аленбај је добио наређење да заузме Јерусалим до Божића. Аленбај је затражио и добио још три пешадијске дивизије, авијацију и артиљерију. Османска армија је у то време имала три активна фронта: у Месопотамији, Арабији и у Гази. Осим тога имали су велике снаге око Цариграда и на Кавказу. Због свих тих захтева око Газе су имали само 35.000 војника, које је предводио немачки генерал Ерих фон Фалкенхајн. Те снаге су биле расподељене на три главне обрамбене локације: Газу, Тел Еш Шериа и Биршеба. Британске снаге су биле много јаче. Британци су имали 88.000 добро опремљених војника. Већина тих војника је била из Аустралије и Новог Зеланда.
Британци су убедљивом обманом створили код Турака утисак да ће опет главни напад бити на Газу. Скривали су да ће прави објект напада бити Биршеба. Нападом на Биршебу постигнут је ефекат изненађења. Напад на Биршебу 31. октобра 1917. сматра се задњим успешним коњичким нападом у историји. Победом код Биршебе кампања није била завршена, јер су Турци прерасподелили снаге, довукли појачања и задржали позиције.
Британци после тога нападају Турке 6. новембра 1917. код Тал Еш Шерије, коју Турци напуштају после краће битке.
После тога 7. новембра 1917. Британци су напали Газу по трећи пут. Турци су се повукли, јер су се бојали да би могли бити одсечени.
Турска обрамбена линија је била разбијена и повлачење се одвијало у великом нереду. Британски генерал Аленбај је наредио својој армији да гања непријатеља у повлачењу. Турци су покушали да формирају обрамбену линију код Вади Сарара, али су Британци одмах напали 13. новембра 1917. Генерал Ерих фон Фалкенхајн је поново покушао да формира обрамбену линију од Витлејема и Јерусалима до Јафе.
Први британски напад на Јерусалим био је неуспешан. У другом покушају 9. децембра 1917. Британци су заузели Јерусалим. То је био велики политички догађај за британску владу, један од ретких успеха у три године рата.

## Задња година: Палестина и Сирија
Британска влада се надала да се Османска империја може поразити почетком 1918. успешном кампањом у Палестини и Сирији. Међутим немачка прољећна офанзива на западном фронту одгодила је напад на Сирију за девет пуних месеци. Војска генерала Аленбаја углавном је прекомандована у Француску, а Аленбај је добио дивизије новорегрутованих Индијаца, које је тренирао током пролећа и лета 1918. Британци су постигли ваздушну надмоћ новим борбеним авионима. То је Турцима и њиховом команданту немачком генералу Лиману фон Сандерсу представљало проблем јер нису знали где ће Британци напасти. Турски министар рата Енвер-паша је током лета повукао најбољу војску да би формирао Исламску армију. Због тога су у Палестини и Сирији остали лошији војници. Лоренс од Арабије и арапски борци представљали су значајну помоћ британским снагама. Герилски напади Арапа тактиком удри и бежи везали су хиљаде турских војника у гарнизонима Палестине, Јордана и Сирије.
Генерал Аленбај је коначно извео дуго чекани напад 19. септембра 1918. Његова кампања је названа битка код Мегида (1918). Поново су Британци много труда уложили у обману противничке стране о правој мети напада. То је поново било успешно, па су Британци изненадили Турке изненадним нападом на Мегидо. Турска војска је била започела потпуно повлачење, а Британци су их из ваздуха бомбардовали током повлачења. За недељу дана турска војска у том подручју више није постојала као војна сила. Аустралијанска лака коњица је дошла без отпора до Дамаска. Умарширали су у Дамаск 30. септембра 1918. Лоренс од Арабије са арапским војницима ушао је следећег дана у Дамаск и тада се Дамаск службено предао. Рат за Палестину је завршио. Турска влада је потписала примирје 28. октобра 1918, а безусловно се предала 30. октобра 1918. Тиме је завршено 600 година власти Османског царства на Блиском истоку.

## Последице
Британци су имали 550.000 жртава, од чега је 90% било ван борбе (болести, врућине). Укупни турски губици нису познати, али су били много већи. Они су изгубили целу једну армију у борбама, а стално су убацивали велик број војника на тај фронт. Постоје историчари, који сматрају да се та британска војска са Блиског истока могла боље искористити на Западном фронту. Британско освајање Палестине као последицу имало је стварање Британског мандата у Палестини и Трансјорданијом, што је водило каснијем оснивању држава: Израела, Јордана, Либанона и Сирије.